# Stare Wywierzysko
Stare Wywierzysko – jaskinia w masywie Śnieżnika w Sudetach Wschodnich. Położona obok wsi Kletno, na północnych stokach Stromej, w pobliżu Jaskini Niedźwiedziej. Jaskinia jest w trakcie eksploracji, która została rozpoczęta w 2001 roku.
Obecnie jaskinia posiada długość około 100 metrów i głębokość 13 metrów. Z ważniejszych odkryć należy wymienić meander długości 8 m i 10-metrowej głębokości studnię nazwaną Studnią Konkubiny.